# Amberd (Armavir)
Pour l’article homonyme, voir Amberd.
Amberd (en arménien Ամբերդ ; jusqu'en 1978 Frankanots) est une communauté rurale du marz d'Armavir, en Arménie. Elle compte 1 813 habitants en 2009.